# Porfirio (vescovo di Caserta)
Porfirio (... – 1183) è stato un vescovo cattolico italiano.

## Cronologia
La data di consacrazione non è nota, si sa solo che era vescovo già nel 1178.
Nel 1178, infatti, consacrò insieme a Pietro, vescovo di Telese, e Orso, vescovo di Sant'Agata dei Goti, la chiesa di San Giacomo, San Nicola e San Basilio fatta costruire dal conte di Caserta Roberto Lauro di Sanseverino e dalla moglie Agnese che la edificarono e la arricchirono.
La contessa Agnese sembra che morì durante il periodo della costruzione e il conte continuò l'opera tenendo così cara la chiesa da assegnarle di continuo beni e legati. Lo stesso papa Alessandro III il 14 agosto 1178 metteva la chiesa sotto protezione apostolica.
Era presente al Concilio Lateranense III del 1179 indetto da papa Alessandro III, noto soprattutto per aver condannato l'eresia dei Catari e dei Valdesi.

## Il privilegio di Alessandro III
Il 14 agosto 1178 Alessandro III in una bolla prendeva la diocesi casertana sotto protezione apostolica e ne delimitava i confini.
La bolla è conosciuta dall'opera del Kehr ed è interessante soprattutto se confrontata con la Bolla di Senne del 1113 con cui si pensa venisse istituita la diocesi casertana.
Oltre alla lista di chiese venivano confermate starze e tenimenti in Puccianiello e Pozzovetere e possessi e uomini nella terra del Lagno e due mulini a Morrone.
Importante notare anche che si confermava che il monastero di San Pietro de Pedemontis (oggi noto come Monastero di San Pietro ad montes) fosse soggetto al vescovo.
La trascrizione della bolla è possibile grazie ad un'antica copia del fondo Confalonieri posseduto presso l'Archivio Segreto Vaticano.
Lo stesso papa aveva già concesso un privilegio il 1º marzo 1174 ad Alfano, arcivescovo di Capua, con tutti i vescovadi suffraganei, ma questo particolare privilegio della chiesa casertana forse era dovuto per intercessione del conte Roberto.

## L'attività giudiziaria
I legami tra il vescovo Porfirio e il conte di Caserta dovevano essere molto forti. Il conte di Caserta era un personaggio molto potente per l'epoca tanto da diventare anche gran giustiziere di Terra di Lavoro, il cui obiettivo era proprio quello di costituire una "gran Curia" per giudicare casi importanti. Il vescovo di Caserta spesso lo accompagnava come assistente e prendeva parte a queste attività.
Si ha notizia attraverso un documento dell'Archivio di Stato di Napoli di un giudizio nel novembre 1181 ad Aversa da parte del conte Roberto su Falcone, vescovo di Aversa, e un certo Rinaldo per la contravvenzione ad un patto contenuto in un atto. Roberto era assistito da tre giudici, Giovanni, Leone e Martino, e dall'abate del monastero di San Lorenzo di Aversa, da Guglielmo, vescovo di Avellino, e da Porfirio.
Il 17 febbraio 1182, a Capua, fu assistente di Roberto conte di Caserta con Raulo, vescovo di Teano. In questa occasione l'organo giudicò la causa di Zaccaria, vescovo dei Marsi, contro un certo Gentile di Palearia, che si era appropriato di una casa ad Avezzano.
Si ha testimonianza della sua presenza nel settembre 1183 come testimone di un atto di Guglielmo di Lauro di Sanseverino emanato nel castello di Lauro alla presenza di "milites" e "boni homines" di Caserta e di Lauro, che confermavano all'abbazia di Cava una terra e delle botteghe in Salerno.

## La scuola di letteratura
La partecipazione al Concilio hanno fatto propendere all'idea che egli avesse anche istituito una scuola di letteratura per chierici e laici presso la Cattedrale, così come voleva il concilio, tuttavia non si hanno documenti storici che possano sostenere la tesi.
C'è da aggiungere, tuttavia, che un documento del 1158 conservato presso SS.Trinità di Cava su una donazione del predecessore di Porfirio, Giovanni, si hanno le firme di diversi rappresentanti del capitolo casertano tra cui anche quella di "Magister Johannes", il che lascia presumere che la diocesi avesse già da tempo una scuola.